# Stará Kremnička
Stará Kremnička (in ungherese Ókörmöcke, in tedesco Alt-Kremnitz) è un comune della Slovacchia facente parte del distretto di Žiar nad Hronom, nella regione di Banská Bystrica.

## Storia
Il villaggio è citato per la prima volta nel 1289, come insediamento di coloni sassoni.  Appartenne alla città di Kremnica per poi passare, nel 1487 all'arcivescovato di Strigonio, e dal 1776 alla diocesi di Banská Bystrica.